# イオン都城ショッピングセンター
イオン都城ショッピングセンター（イオンみやこのじょうショッピングセンター）は、宮崎県都城市にあるイオン九州が運営・管理するショッピングセンター。イオン都城店を核テナントとしている。

## 概要
南九州における初のイオンSCとして、2003年4月25日に開業した。2007年10月まで未進出であった鹿児島県に最も近いイオングループのショッピングセンターであり、40km以上離れた霧島市国分の国道10号亀割峠や鹿屋市串良町の国道269号には案内板が設けられている。
2008年12月にはイオングループのイオンモールが「イオンモールミエル都城駅前」（現・イオンモール都城駅前。こちらは開業時点でダイエーがメインテナントである）を開業しており、同一商圏内での競争激化が予想されている。
2011年3月1日、核店舗の名称が「ジャスコ都城店」から「イオン都城店」に改称された。
宮崎県内で唯一ブルーシールパーラーがあったが、2017年1月31日をもって閉店している。

## フロアとテナント

### フロア概要
核店舗のイオン都城店と59の専門店で構成される。
| 階  | フロア概要                       |
| --- | -------------------------------- |
| R階 | 屋上駐車場                       |
| 3階 | 屋内駐車場                       |
| 2階 | 直営売場・専門店街・フードコート |
| 1階 | 直営売場・専門店街               |

### 主なテナント
1階
- any FAM（ファミリー）
- シューラルー（レディス）
- オンデーズ（眼鏡）
- ケンタッキーフライドチキン（チキン）
- タリーズコーヒー（カフェ）
- カーブス（フィットネス）
- チャンスセンター（宝くじ）

2階
- THE SHOP TK（ファミリー）
- ABCマート（靴）
- ザ・ダイソー（100円ショップ）
- ザ・クロックハウス（時計）
- モーリーファンタジー（アミューズメント）

#### 別棟
- ペトラス （ガソリンスタンド）公式サイトに掲載されていないが、駐車場内で営業している。

※テナント情報は2022年4月時点
出店テナント全店の一覧詳細情報は公式サイト「ショップリスト」「フロアガイド」を、営業時間の詳細は公式サイト「営業時間」を参照。

## 周辺
- 国道222号
- 都城家具団地

## 近隣SC
- イオンモール都城駅前 - 核店舗はイオン都城駅前店（旧:ダイエー）。
- 都城ショッピングセンター - 運営主体はイオングループではないもののマックスバリュとホームワイドが核店舗。